# Bruce Crump

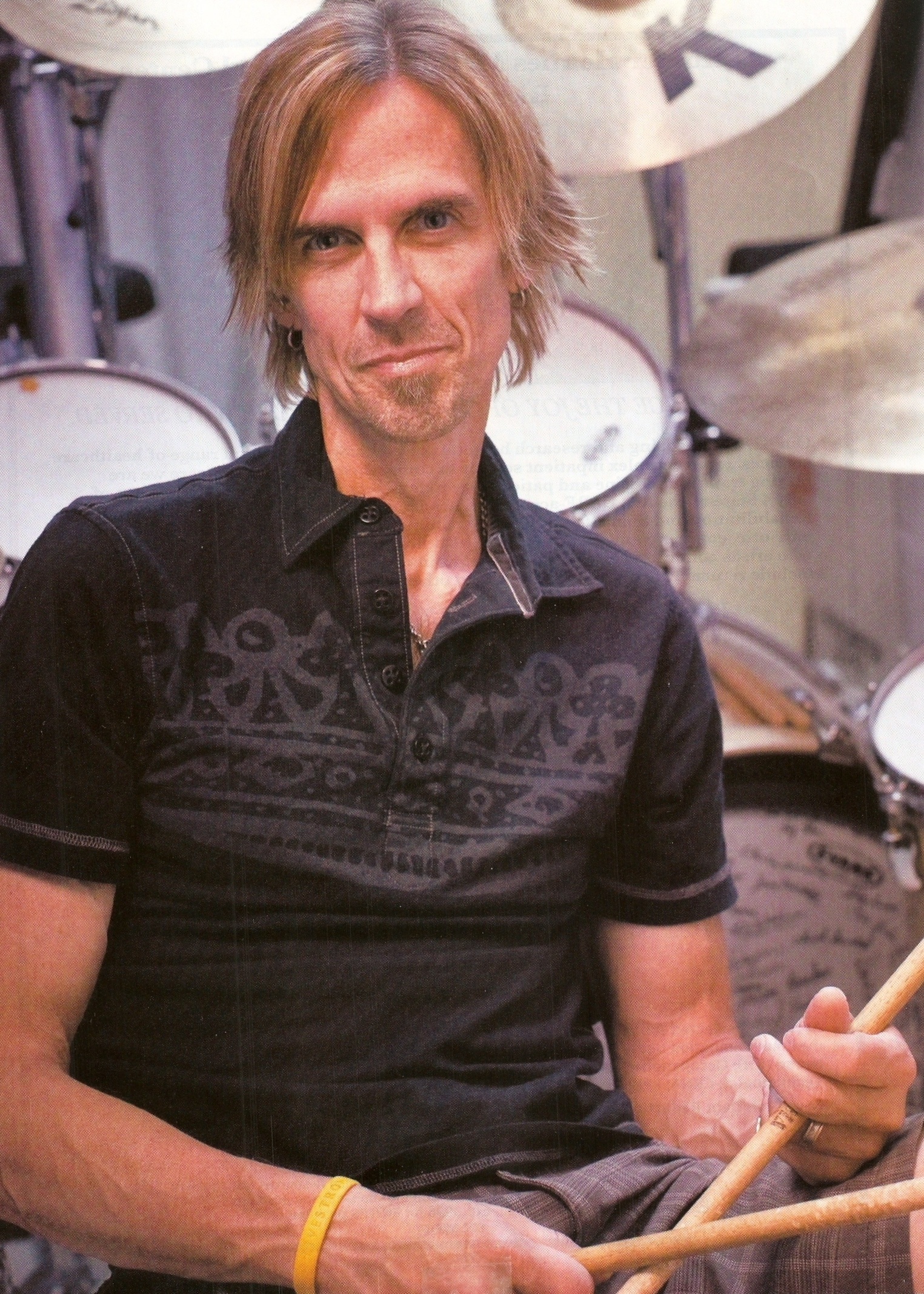
Bruce Crump (2008)

Bruce Crump (* 17. Juli 1957 in Memphis, Tennessee; † 16. März 2015) war ein US-amerikanischer Musiker.
Crump war ab 1976 Schlagzeuger der Southern-Rockband Molly Hatchet, bei der er bis 1991 tätig war. Weitere Projekte waren die kanadische Band Streetheart in den frühen 1980er Jahren und das Molly-Hatchet-Nachfolgeprojekt Gator Country. Anfang der 2000er Jahre erkrankte er an einem Kopf-Hals-Karzinom, an dessen Folgen er 2015 verstarb. Zu diesem Zeitpunkt spielte er in den Bands White Reno und China Sky.
Crump war verheiratet und hatte vier Kinder.